# Gottfrid Olsson
Gottfrid Olsson (1890 i Lilla Harrie – 1979) var en skånsk kunstner og grafiker. Olsson studerede vid Ahltins malerskole i Stockholm 1917 og Konsthøjskolen i Stockholm mellem åren 1917 – 1924. Han studerede under Axel Tallberg i dennes etsningsskole i Stockholm. Olssons malninger var triviale med den skånske vardagen og naturen som motiv.